# فرقة بلالين المسرحية
فرقة بلالين المسرحية هي فرقة نشأت في الضفة الغربية عام 1970 وظلت نشطة حتى عام 1975. وقد شاركت في تأسيسها فرقة "أسرة المسرح" ومقرها رام الله بالتعاون مع فرانسوا أبو سالم، أحد خريجي مسرح الشمس. تعتبر فرقة بلالين واحدة من أكثر الفرق المسرحية تأثيرًا في الضفة الغربية، وهي معترف بها على نطاق واسع لتحفيزها الحركة المسرحية المزدهرة طوال السبعينيات.
والتزم بلالين بتصوير الواقع الفلسطيني باللهجة المحلية، وخرج عن تقاليد اللغة العربية الفصحى. معظم أعمالهم لم تُنشر بعد، لكن إنتاجهم "العتمة" هو واحد من أقدم التجارب المسرحية المحققة بالكامل في فلسطين الحديثة.
ساهم بلالين في جمعية العمل والتنمية للفنون، وهي المنظمة التي قادت مهرجان القدس المسرحي الافتتاحي عام 1975.

## تاريخ
وفي الضفة الغربية، أصبحت منطقة القدس الشرقية ورام الله مركزًا للمسرح الفلسطيني الأصيل، وذلك بفضل الجهود التي تبذلها جمعية الشبان المسيحية لإشراك الشباب في الأنشطة التعليمية لبناء المجتمع والتي تضمنت قراءات مسرحية. هناك التقى سالم بأعضاء فرقة أسرة المسرح، ومن بينهم سامح عبوشي، ونادية ميخائيل، وفيرا تماري، التي قدمت مسرحية يونس وشجرة اللوز، واتفقا لاحقًا على التعاون مع سالم لتقديم مسرحية أصلية من تأليفه بعنوان "شريحة من الحياة". افتتحت المسرحية في مسرح المدرسة العمرية في البلدة القديمة بالقدس عام 1972.
في عام 1973، ترك سالم مع فصيل من البلالين المجموعة ليشكلوا "بالي لين" (بدون تساهل)، وانتهى كلاهما بعد عامين لإفساح المجال لفرقة صندوق العجب. ومن الفرق الأخرى التي ظهرت في ذلك الوقت: الدباببيس والسنابل.